# Gabi (Niger)
Gabi est une localité et une commune rurale du Niger, département de Madarounfa, région de Maradi.

## Géographie
La localité de Gabi est située à 17 km au sud-ouest du chef-lieu départemental Madarounfa.
| Safo    | Safo    | Madarounfa |
| Safo    | Gabi    | Madarounfa |
| Nigeria | Nigeria | Nigeria    |

## Histoire
La commune rurale de Gabi instaurée en 2002, est issue du canton de Gabi.

## Population
Lors du recensement général de 2012, la population communale est relevée à 83 203 habitants, dont 3 616 habitants pour la localité chef-lieu communal.

## Localités
La commune s'étend sur 89 villages, 10 hameaux et 29 camps au sud du département de Madarounfa.

## Services et infrastructures

### Enseignement
En 2021, la commune compte 5 jardins d'enfants et 72 écoles primaires.
- Collège d'enseignement général (CEG) à Gabi.
- Centre de formation des métiers (CFM) à Gabi.

### Santé
- Centre de Santé Intégré (CSI) à Gabi, Maraka, Rourouka Kada et Tchida Fawa[6].